# Franklin Ebdalin
Franklin M. Ebdalin (* 8. Juni 1943 in Mambajao, Camiguin) ist ein philippinischer Rechtsanwalt und Diplomat, der unter anderem 2003 für einige Tage kommissarischer Außenminister (Acting Minister of Foreign Affairs) im Kabinett von Präsidentin Gloria Macapagal-Arroyo war.

## Leben
Ebdalin absolvierte nach dem Schulbesuch ein Studium der Rechtswissenschaften an der Ateneo de Manila University und schloss 1967 sein Examen für die Zulassung als Rechtsanwalt mit einer Durchschnittsnote von 84,8 als landesweit Zehntbester ab. Er war zunächst als Rechtsanwalt tätig und trat 1975 ins Außenministerium (Department of Foreign Affairs) ein und fungierte als Assistenzssekretär für Rechtsangelegenheiten (Assistant Secretary for Legal Affairs) sowie zwischen 2000 und 2010 als Unterstaatssekretär für Verwaltungsangelegenheiten (Undersecretary of Foreign Affairs for Administration). Als solcher wurde er nach dem Tode von Blas Ople am 14. Dezember 2003 kommissarischer Außenminister (Acting Minister of Foreign Affairs) im Kabinett von Präsidentin Gloria Macapagal-Arroyo. Am 17. Dezember 2003 übte die Präsidentin selbst vorübergehend das Amt, ehe sie am 22. Dezember 2003 Delia Domingo-Albert zur neuen Außenministerin ernannte, die am 23. Dezember 2003 vereidigt wurde.
Im Juni 2010 schied Ebdalin nach 35-jähriger Tätigkeit aus dem öffentlichen Dienst aus und wurde Rechtsanwalt in der Kanzlei M.M. Lazaro & Associate. Im Oktober 2011 wurde er zudem Franchisenehmer der Schnellrestaurantkette Binalot Fiesta Foods Inc. Er ist zudem Mitglied der Aquila Legis der 1949 gegründeten Bruderschaft der Studenten der juristischen Fakultät der Ateneo de Manila University und neben anderen ehemaligen Spitzendiplomaten Lehrbeauftragter am De La Salle – College of Saint Benilde Philippine Model United Nations.